# コバルトブルー

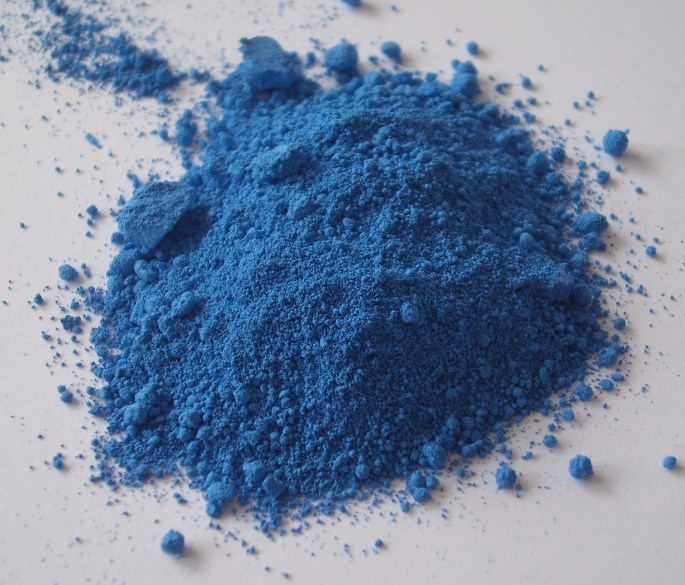

コバルトブルー（英語: cobalt blue）は、顔料のコバルト青などが示す、強く明るい青を現す色名である。本項では色としてのコバルトブルー、及びその派生的用法について扱う。

## 色材
色材としてのコバルトブルーに用いられる色料は様々であり、単一顔料としてはコバルト青、海碧がある。また、学童向け絵具の分野ではウルトラマリン青、フタロシアニン青、チタン白の混合物を使用して「コバルトブルー」の名前の絵具として売ることもある。専門家向け絵具でもウルトラマリン青、フタロシアニン青、二酸化チタンの混合物を使って「コバルトブルー ヒュー」或いは「コバルトブルー チント」若しくは「コバルトブルー トーン」の名前で絵具をつくることもある。

### コバルト青
顔料であるコバルト青については、コバルト青を参照。

### 海碧
海碧を参照。別名、マットブルー。なお海碧を「コバルト青」と呼ぶことはないが、セラミックの分野では海碧は「コバルトブルー」とは呼ばれる。大抵は、海碧との名で扱われる。加えて、セラミック顔料としても海碧ではなく上記コバルト青をコバルトブルーと呼ぶ場合もある。

## 派生的用法
深く澄んだ青色を有する空や海を表現するのに、色名としての「コバルトブルー」が用いられることがある。また、それらを舞台とする芸術作品の題名に用いられることがある。

## 近似色
- 青
- 群青色
- アクアマリン
- シアン
- 瑠璃色
- 空色